# All Jacked Up
All Jacked Up é um álbum de Gretchen Wilson, lançado em 2005.